# Каннеманн, Вальтер
Ва́льтер Ка́ннеманн (исп. Walter Kannemann; род. 14 марта 1991 года, Консепсьон-дель-Уругвай, Аргентина) — аргентинский футболист немецкого происхождения, правый защитник бразильского клуба «Гремио» и сборной Аргентины.

## Биография
Каннеманн — воспитанник футбольной академии клуба «Сан-Лоренсо», куда он попал в возрасте 14 лет. В 2009 году Вальтер был включен в заявку команды на сезон. 29 марта 2010 года в матче против «Колона» он дебютировал в аргентинской Примере. Несмотря на то, что Каннеманн неплохо проявил себя в игре окончание этого и весь следующий сезон он провёл выступая за резервную команду. В конце сезона 2012 года Вальтер вышел на поле в стартовом составе в заключительных матчах турнира. 24 июня в поединке против «Сан-Мартина» Каннеманн забил свой первый гол в высшем дивизионе. В 2014 году Вальтер стал чемпионом Аргентины, а также выиграл Кубок Либертадорес.
В 2014 году Каннеманн вместе с «Сан-Лоренсо» стал победителем Кубка Либертадорес. В декабре в финале Клубного чемпионата мира его клуб уступил мадридскому «Реалу» со счётом 0:2. По окончании турнира мексиканский «Атлас» объявил о подписании с Каннеманном контракта до конца Клаусуры 2015.
В начале 2015 года Вальтер перешёл в мексиканский «Атлас». Сумма трансфера составила 820 тыс. евро. 18 января в матче против «Монаркас Морелия» он дебютировал в мексиканской Примере.В этом же поединке Каннеманн забил свой первый гол за клуб из Гвадалахары. 23 апреля в матче Кубка Либертадорес против колумбийского «Санта-Фе» он забил свой первый гол в рамках турнира.
В 2016 году Каннеманн перешёл в бразильский «Гремио». Завоевал с командой Кубок Бразилии. В 2017 году аргентинец стал одним из ключевых игроков «трёхцветных» в обороне. Помог своему клубу завоевать Кубок Либертадорес в 2017 году. В первой финальной игре против «Лануса» получил третью жёлтую карточку в турнире, поэтому не сыграл в ответной игре в Аргентине из-за дисквалификации.

## Международная карьера
8 сентября 2018 года в товарищеском матче против сборной Гватемалы Каннеманн дебютировал за сборную Аргентины.

## Достижения
Командные
 «Сан-Лоренсо»
- Обладатель Кубка Либертадорес — 2014

 «Гремио»
- Обладатель Кубка Бразилии — 2016
- Обладатель Кубка Либертадорес — 2017